# Wendisch Priborn
Wendisch Priborn ist ein Ortsteil der Gemeinde Ganzlin im Landkreis Ludwigslust-Parchim in Mecklenburg-Vorpommern.

## Lage und Verkehr
Der Rundling Wendisch Priborn liegt im Osten des Landkreises, etwa 4 km nördlich von Meyenburg und etwa 12 km südlich von Plau am See. Im Süden grenzt der Ort an das Land Brandenburg. Auf der südlichen Grenze befindet sich die Quelle der Dosse. Mehrere Anhöhen im Ortsgebiet erreichen über 100 m ü. NHN. Der höchste Punkt (105,3 m ü. NHN) liegt im Nordosten. Es überwiegen landwirtschaftlich genutzte Flächen. Nur wenige Flächen sind bewaldet.
Wendisch Priborn liegt östlich der Bundesstraße 103. Die Bundesautobahn 19 (15 km) ist über die Anschlussstelle Röbel/Müritz erreichbar, die Bundesautobahn 24 (10 km) über die Anschlussstelle Meyenburg. 
Der Ort liegt an der zurzeit nur sporadisch im Ausflugsverkehr befahrenen Bahnstrecke Güstrow–Meyenburg. Der nächste Bahnhof mit regelmäßigem Personenverkehr ist Meyenburg als Endpunkt der Bahnstrecke Neustadt–Meyenburg.
Auf der Gemarkung von Wendisch Priborn befinden sich der Wohnplatz Liebhof und das ehemalige Gut Tönchow, welches zum Gut Altenhof der Familie von Flotow lange gehörte. Des Weiteren befanden sich in der Gemeinde vereinzelt Bauernhöfe, die als Lehnsgehöfte tituliert wurden.
Wie von jeher lebt das Dorf von der Landwirtschaft. Zur Zeit der sog. Wende waren etwa 220 Dorfeinwohner in der Landwirtschaftlichen Produktionsgenossenschaft beschäftigt. Heute gibt es zwei große Betriebe zur Milchproduktion und zur Schweineproduktion.

## Geschichte
Wendisch Priborn entstand als Bauerndorf im Lehnswesen. Bei Streitigkeiten zwischen den Großherren wurde es im Jahr 1502 als Priborn erstmals urkundlich erwähnt. Der Ortsteil Tönchow wurde bereits im Jahr 1289 urkundlich erwähnt. Eine Gründungsurkunde von Wendisch Priborn existiert nicht. Nach einer Urkunde der Meyenburger Familienlinie derer von Rohr aus dem Jahr 1516 hieß das Dorf Großen Priborn.
Der Ort war lange eine großbäuerlich geprägte Landgemeinde mit weit über zwanzig Höfen, deren durchschnittliche Größe nach dem Mecklenburgischen Güter-Adressbuch um die 50 ha lag, vielmals in bürgerlichen Händen befindlich. Nur wenige landwirtschaftliche Betriebe wurden länger als Nebengut von Adelsfamilien genutzt, so der Hof Nr. 19 von den Geschwistern Emmy und Gotthelf von Storch, die eine Hühnerzucht betrieben, die zeitweilig schon zuvor den Besitzesnamen Blitzblank führte. Der umfänglichste Besitz in Wendisch Priborn, der 278 ha große Wendenhof Nr. 12, gehörte einige Jahre dem vormaligen sächsischen Oberstleutnant Lyssard von Fuchs-Nordhoff (1864–1938). Er war zudem Gutsbesitzer in Westpreußen.
Im Zuge der nationalsozialistischen Germanisierung von Ortsnamen wurde der Ort am 5. August 1938 in „Freienhagen“ umbenannt. 1948 erhielt er seinen ursprünglichen Namen zurück.
Zum 25. Mai 2014 bildete Wendisch Priborn mit Ganzlin und Buchberg (Mecklenburg) die neue Gemeinde Ganzlin.

## Persönlichkeiten

### In Wendisch-Priborn geboren
- August Reckling (* 16. November 1843 Wendisch-Priborn; † 30. Dezember 1922 Dobbertin), Großherzoglicher Musikdirektor in Schwerin, seine komponierten Märsche werden heute noch von der Bundeswehr gespielt.

### In Wendisch-Priborn gewirkt
- Prof. Ewald Schuldt (1914–1987), Direktor des Museums für Ur- und Frühgeschichte in Schwerin, arbeitete vor 1935 als Gärtner in Wendisch-Priborn.

## Sehenswürdigkeiten

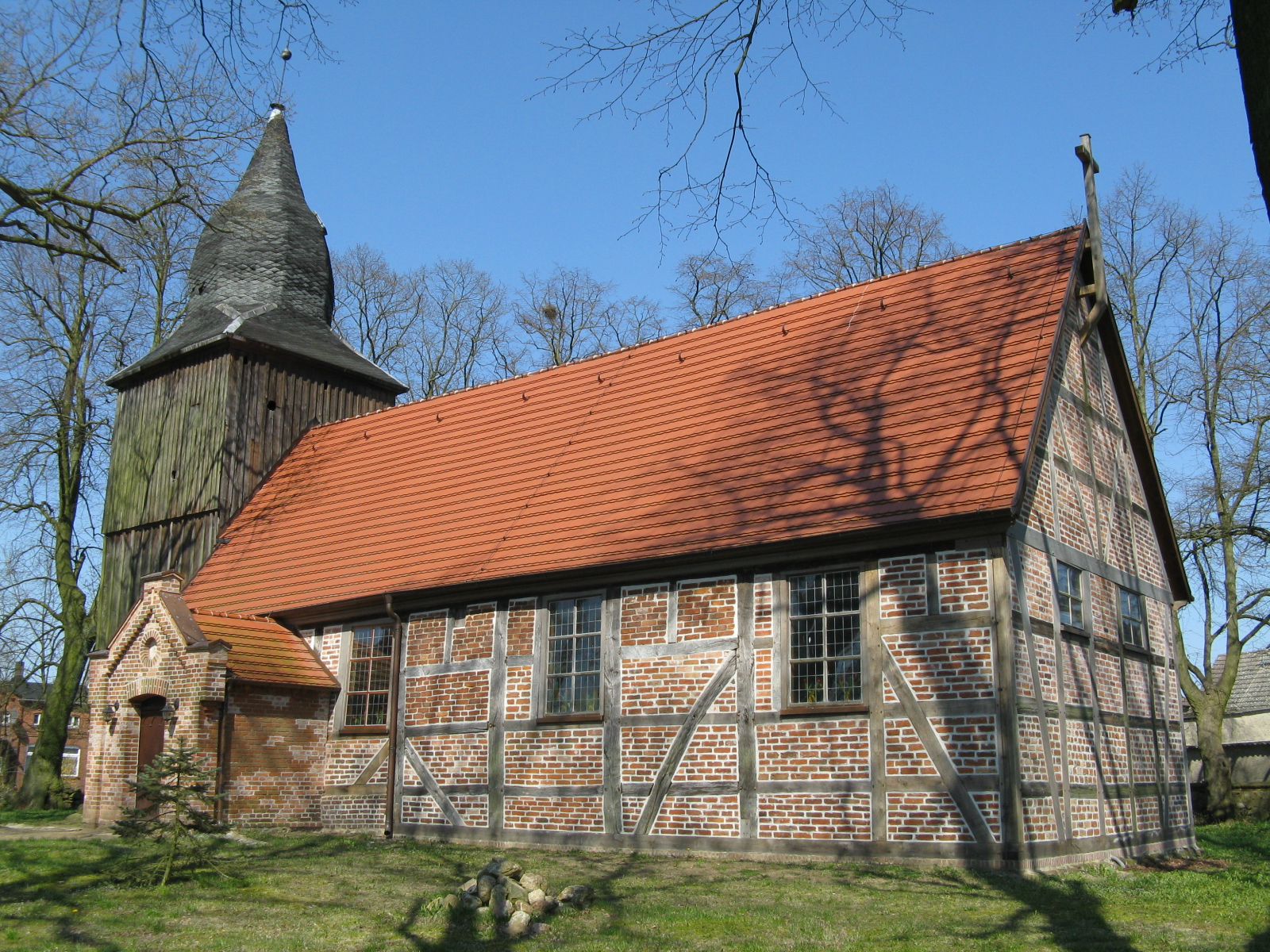
Fachwerkkirche in Wendisch Priborn

- Fachwerkkirche mit Holzturm und Zwiebelkuppel (1691), bis auf den Turm saniert
- Gutspark Tönchow; allodialer Besitz, seit 1868, der Familien Gustav sen.[12] u. jun. von Storch[13]